# Eoichneumon duncanae
Eoichneumon duncanae är en stekelart som beskrevs av Peter Alexander Jell och Duncan 1986. Eoichneumon duncanae ingår i släktet Eoichneumon och familjen Eoichneumonidae. Inga underarter finns listade i Catalogue of Life.